# 1921 en combiné nordique
| Années du combiné nordique : 1918 - 1919 - 1920 - 1921 - 1922 - 1923 - 1924    |
| Décennies du combiné nordique : 1890 - 1900 - 1910 - 1920 - 1930 - 1940 - 1950 |

Cette page reprend les résultats de combiné nordique de l'année 1921.

## Festival de ski d'Holmenkollen
L'édition 1921 du festival de ski d'Holmenkollen fut remportée par le norvégien Thorleif Haug, qui signait là son troisième succès consécutif dans cette épreuve,
devant ses compatriotes Thoralf Strømstad et Johan Grøttumsbråten.

## Championnats nationaux

### Championnat d'Allemagne
L'épreuve du championnat d'Allemagne de combiné nordique 1921 fut remportée par Adolf Berger.

### Championnat de Finlande
Les résultats
du championnat de Finlande 1921
manquent.

### Championnat de France
Les résultats
du championnat de France 1921,
organisé à Chamonix,
manquent.

### Championnat d'Italie
L'épreuve du championnat d'Italie 1921 fut annulée.

### Championnat de Norvège
Le championnat de Norvège 1921 se déroula à Trondheim, sur le Gråkallbakken.
Le vainqueur fut Georg Østerholt, devant deux anciens vainqueurs, Otto Aasen et Harald Økern.

### Championnat de Pologne
Comme l'année précédente, le championnat de Pologne 1921 fut remporté par Franciszek Bujak, du club SNPTT Zakopane.

### Championnat de Suède
Le championnat de Suède 1921 a distingué le tenant du titre, Ejnar Olsson, du club Djurgårdens IF, qui signait là son septième titre ainsi que son troisième doublé dans le championnat, après ceux de 1910-1911 et de 1914-1915.

### Championnat de Suisse
Le championnat de Suisse de ski 1921 a eu lieu à Adelboden.
Le champion 1921 fut Hans Eidenbenz, de Saint-Moritz.